# Association Sportive et Culturelle Jeanne d'Arc
La Association Sportive et Culturelle Jeanne d'Arc (Asociación Deportiva y Cultural Juana de Arco) es un club de fútbol senegalés de la ciudad de Dakar. 

## Palmarés
- Liga senegalesa de fútbol: 10

1960, 1969, 1973, 1985, 1986, 1988, 1999, 2001, 2002, 2003
- Copa senegalesa de fútbol: 6

1962, 1969, 1974, 1980, 1984, 1987
- - Finalista: 4

1972, 1973, 1986, 1991
- Copa de la Asamblea Nacional de Senegal: 3

1986, 1989, 2001
- - Finalista: 2

2002, 2003
- Copa del África Occidental Francesa: 2

1951, 1952

## Participación en competiciones de la CAF
| Temporada | Torneo                            | Ronda            | Club                 | Casa  | Visita | Global      |
| --------- | --------------------------------- | ---------------- | -------------------- | ----- | ------ | ----------- |
| 1970      | Copa Africana de Clubes Campeones | 1                | CR Belcourt          | w.o.1 | 3-5    | 3-5         |
| 1970      | Copa Africana de Clubes Campeones | 2                | AS Kaloum Star       | 2-1   | 1-3    | 3-4         |
| 1974      | Copa Africana de Clubes Campeones | 1                | Ports Authority FC   | 3-1   | 2-3    | 5-4         |
| 1974      | Copa Africana de Clubes Campeones | 2                | Hafia FC             | w.o.2 | w.o.2  | w.o.2       |
| 1974      | Copa Africana de Clubes Campeones | Cuartos de final | ASEC Mimosas         | 1-0   | 1-2    | 2-2 (a)     |
| 1974      | Copa Africana de Clubes Campeones | Semifinales      | CARA Brazzaville     | 1-4   | 0-2    | 1-6         |
| 1975      | Recopa Africana                   | 1                | Wallidan FC          | 2-0   | 0-0    | 2-0         |
| 1975      | Recopa Africana                   | Cuartos de final | AS Tempête Mocaf     | 1-1   | 3-1    | 4-2         |
| 1975      | Recopa Africana                   | Semifinales      | Stella Club d'Adjamé | 2-2   | 1-2    | 3-4         |
| 1981      | Recopa Africana                   | 1                | Real Republicans     | 0-1   | 2-2    | 2-3         |
| 1985      | Recopa Africana                   | 1                | RS Kenitra           | 1-0   | 1-0    | 2-0         |
| 1985      | Recopa Africana                   | 2                | MP Oran              | 0-0   | 1-1    | 1-1 (a)     |
| 1985      | Recopa Africana                   | Cuartos de final | Leventis United      | 0-1   | 0-1    | 0-2         |
| 1986      | Copa Africana de Clubes Campeones | 1                | MAS Fez              | 0-0   | 0-2    | 0-2         |
| 1987      | Copa Africana de Clubes Campeones | 1                | EP Sétif             | 2-1   | 0-2    | 2-3         |
| 1988      | Recopa Africana                   | 1                | ASKO Kara            | 3-0   | 2-1    | 5-1         |
| 1988      | Recopa Africana                   | 2                | Diamant Yaoundé      | 1-2   | 1-2    | 2-4         |
| 1989      | Copa Africana de Clubes Campeones | 1                | Raja Casablanca      | 1-0   | 0-2    | 1-2         |
| 1993      | Copa CAF                          | 1                | USM El Harrach       | 0-0   | 1-6    | 1-6         |
| 1998      | Copa CAF                          | 1                | MC Oran              | 1-0   | 1-2    | 2-2 (a)     |
| 1998      | Copa CAF                          | 2                | Petrosport FC        | 2-0   | 2-0    | 4-0         |
| 1998      | Copa CAF                          | Cuartos de final | RS Settat            | 2-0   | 0-0    | 2-0         |
| 1998      | Copa CAF                          | Semifinales      | Nchanga Rangers      | 0-0   | 0-0    | 0-0 (3-1 p) |
| 1998      | Copa CAF                          | Final            | CS Sfaxien           | 0-1   | 0-3    | 0-4         |
| 2000      | Liga de Campeones de la CAF       | 1                | MC Alger             | 5-1   | 1-1    | 6-2         |
| 2000      | Liga de Campeones de la CAF       | 2                | Raja Casablanca      | 1-0   | 1-2    | 2-2 (a)     |
| 2000      | Liga de Campeones de la CAF       | Fase de grupos   | Lobi Stars           | 0-0   | 1-3    | 4.º lugar   |
| 2000      | Liga de Campeones de la CAF       | Fase de grupos   | Hearts of Oak        | 2-4   | 1-1    | 4.º lugar   |
| 2000      | Liga de Campeones de la CAF       | Fase de grupos   | Al-Ahly              | 1-1   | 1-3    | 4.º lugar   |
| 2002      | Liga de Campeones de la CAF       | 1                | CR Belouizdad        | 1-0   | 1-1    | 2-1         |
| 2002      | Liga de Campeones de la CAF       | 2                | Stade Malien         | 2-1   | 3-0    | 5-1         |
| 2002      | Liga de Campeones de la CAF       | Fase de grupos   | Al-Ahly              | 2-1   | 2-1    | 3.er lugar  |
| 2002      | Liga de Campeones de la CAF       | Fase de grupos   | TP Mazembe           | 0-1   | 1-3    | 3.er lugar  |
| 2002      | Liga de Campeones de la CAF       | Fase de grupos   | Raja Casablanca      | 1-2   | 1-2    | 3.er lugar  |
| 2003      | Liga de Campeones de la CAF       | 1                | ASFA Yennenga        | 2-0   | 0-1    | 2-1         |
| 2003      | Liga de Campeones de la CAF       | 2                | Enyimba FC           | 0-0   | 0-4    | 0-4         |
| 2004      | Liga de Campeones de la CAF       | Preliminar       | Armed Forces         | 3-0   | 3-0    | 6-0         |
| 2004      | Liga de Campeones de la CAF       | 1                | Raja Casablanca      | 2-0   | 0-2    | 2-2 (7-6 p) |
| 2004      | Liga de Campeones de la CAF       | 2                | Canon Yaoundé        | 2-0   | 1-2    | 3-2         |
| 2004      | Liga de Campeones de la CAF       | Fase de grupos   | USM Alger            | 2-1   | 1-1    | 2.º lugar   |
| 2004      | Liga de Campeones de la CAF       | Fase de grupos   | Espérance ST         | 2-1   | 0-5    | 2.º lugar   |
| 2004      | Liga de Campeones de la CAF       | Fase de grupos   | Supersport United    | 2-0   | 1-1    | 2.º lugar   |
| 2004      | Liga de Campeones de la CAF       | Semifinales      | ES Sahel             | 2-1   | 0-3    | 2-4         |

1- CR Belcourt abandonó el torneo antes de jugar el partido de vuelta.

2- Hafia FC abandonó el torneo.

## Jugadores

### Jugadores destacados
| - Narcisse Yameogo - Oumar Dieng - Sekou Keita - Bilal Sidibé - Pape Samba Ba - Kébé Baye - Abdoulaye Diagne-Faye - Lamine Diarra - Baba Diawara - Birahim Diop - Papa Malick Diop | - Pape Mamadou Diouf - Pascal Mendy - Roger Mendy - Assane N'Diaye - Mamoutou N'Diaye - Sidath N'Diaye - Emile Badiane - Issa N'Doye - Ousmane N'Doye - Khalidou Sissokho |